# 双足蚓蜥科
双足蚓蜥科（學名：Bipedidae），又名墨西哥鼴鼠蜥，是蚓蜥類中的一個科，現存一個來自墨西哥的一個屬，雙足蚓蜥屬及一個已滅絕的屬（Anniealexandria），代表一種曾在5500萬年前於始新世期間出現在懷俄明州的一個種。
系統發生學指出双足蚓蜥科與Blanidae最為接近——當中包括現存的一屬Blanus。

## 下级分类
本科包括以下属：
- Anniealexandria Smith, 2009
- 双足蚓蜥属 Bipes Bonnaterre, 1789，异名：Bipes Latreille, 1801